# 시실리현

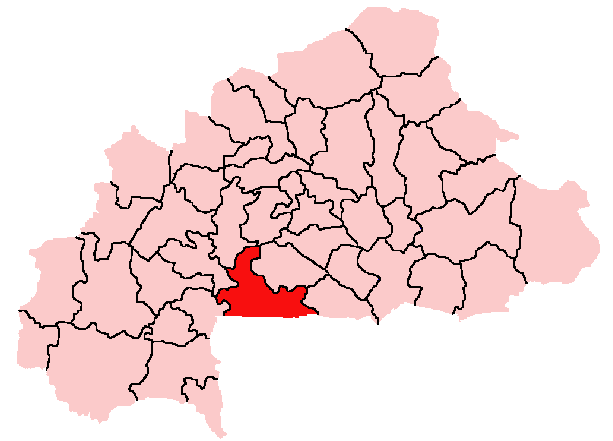
시실리현의 위치

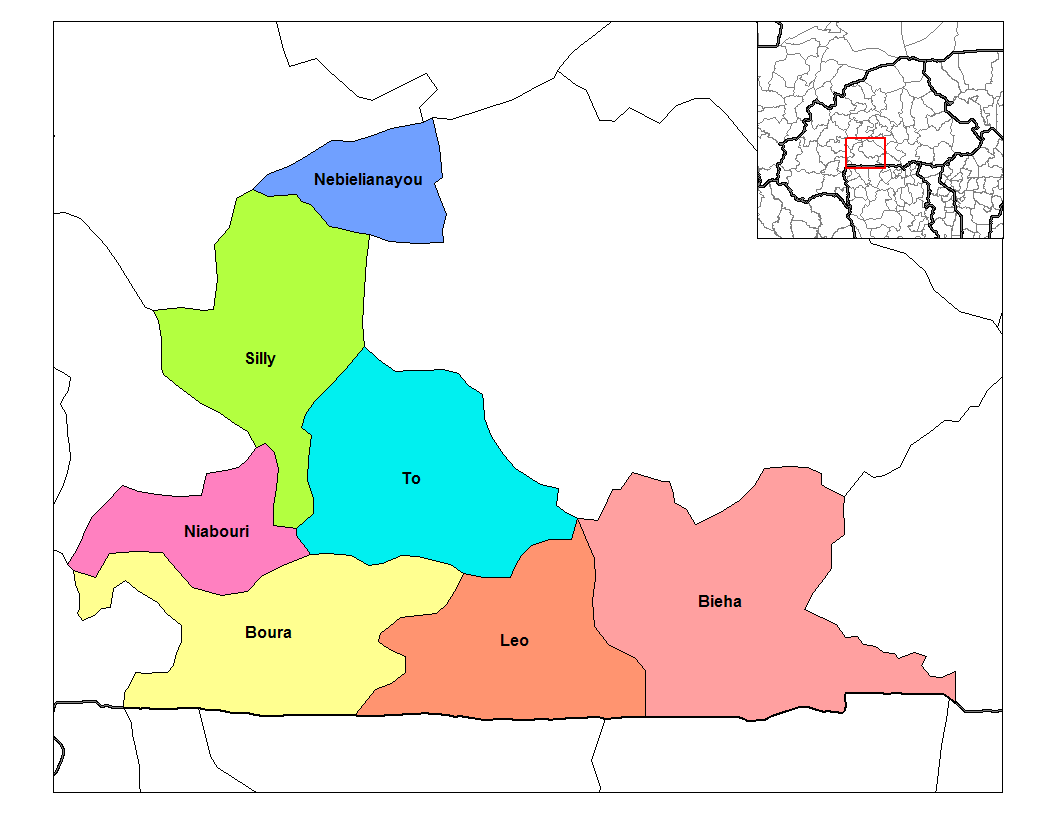
시실리현의 행정 구역

시실리현(프랑스어: Sissili)은 부르키나파소 중서부주에 위치한 현으로, 현도는 레오이며 면적은 7,136km2, 인구는 212,628명(2006년 기준)이다. 7개 군(비에아군, 부라군, 레오군, 네비엘리아나유군, 니아부리군, 실리군, 토군)을 관할한다.

## 같이 보기
- 부르키나파소의 주
- 부르키나파소의 현